# 熱血! 大冒険大陸
『熱血! 大冒険大陸』（ねっけつ だいぼうけんたいりく）とは、茶々組の漫画作品。いわゆる中世欧風ファンタジーを題材とした（当時のコンピュータRPG的な）冒険漫画である。

## 作品概要
茶々組の姉・竜之介、弟・茶のみ坊主（現：茶のみ童子）の共著作品。不定期刊時代の『コミックマスター』（ホビージャパン・刊）に、当初は前・中・後編の読みきり作品（幸福の鳥笛と邪神デスフォート編）と、番外編的な4コマ漫画として掲載された。
その後、『コミックマスター』の月刊化の際に、目玉作品のひとつとして、同誌での連載が開始された（武闘大会編〜「揺れる大地 再び! もっと! 激突!! 二大邪神」）。
『コミックマスター』での連載終了後、新創刊の『コミックジャパン』に移動して前・中・後編の3部作（復活の狼煙！ 大冒険大魔王の野望!!編）が掲載される予定であった。
他に茶々組名義の同人誌掲載1話が執筆されている。

## あらすじ
剣と魔法、酒と吟遊詩人、冒険者たちの魂を熱くさせるものがつまった島。全長300km程度の小島であるはずのそれは、人々の間で「大冒険大陸」と呼ばれていた。
その大冒険大陸を駆ける冒険者達、大冒険村に住むエルフの“自称”魔法剣士ラルシオンを中心にするパーティーと、かつて最強の邪神と相打ちし散った勇者アルファ・ベックの忘れ形見・アルフレッドを中心とするパーティー、2組が織り成す人生山脈降りたり下ったりな物語である。

### 幸福の鳥笛と邪神デスフォート編
大冒険大陸の中でも、普段は平穏な大冒険村。しかし、ある日突然、魔道士デラデューンに襲撃され、吹けば何でも願いをかなえてくれるという伝説の鳥笛を強奪されてしまう。村を守る戦士ラルシオンたち一行は、鳥笛に力を与えるという心臓宝石（ハートフルストーン）の眠る、大冒険砂漠の大冒険ピラミッドへと向かうのだった。
一方、約1名のおかげで「腕は確かだが、依頼料が高い」といわれている勇者アルフレッドのパーティーは、大冒険大陸の大部分を支配する大冒険王国の城下町で、宝石商と名乗る父娘連れから、ある特殊な宝石を探しに行く道中の護衛を、破格の報酬で依頼された。だが、その父娘連れの正体は……
果たして、鳥笛を奪還することはできるのか。そして、邪神デスフォートの復活を阻止することはできるのか!?

### 武闘大会編
大冒険王国の王様が、思いつきで武闘大会を企画。そのためのコロシアムの建設まで始めてしまった。しかし、開催のための費用が足りない。そこで、武闘大会でトトカルチョを行い、王様自らそれに参加することで、費用を回収しようという作戦が立てられた。そのため、面識もあり実力も（本人以外は）ピカ一の勇者アルフレッド一行に、参加して優勝するよう依頼する。
一方、鳥笛を使ったことにより、壊滅してしまった大冒険村。その原因を作ったラルシオン一行に、長老は武闘大会に参加するように言う。村民でトトカルチョに参加して、再建費用を得ようというのだ。偏った3人パーティーの一行は無謀だといって拒否しようとするが、長老に脅迫まがいの言い回しで結局参加を強制されてしまう。
しかし、その武闘大会の影で、暗躍する者達がいた。3人×2チームで参加していたが、真意は賞金でもトトカルチョでもなく、優勝して王様に近づき、暗殺すること。その事実をティムが立ち聞きしてしまった事と、彼らが使う『通信宝石』をアリスが拾ったことで、彼らはその陰謀に巻き込まれていく。
ラルシオン、アルフ達は、彼らの陰謀を阻止することができるのか。そして、王様が真っ白に燃え尽きるほど白熱した武闘大会の優勝者は……?

### 大冒険帝国とコバルスト復活編
再建なった大冒険村。しかし、再びそこに魔道士デラデューンが現れる。長老自ら迎撃するも、再び鳥笛を強奪されてしまった。デラデューンらは心臓宝石を所持するアルフレッド一行に向かう。帰ってきたばかりのラルシオン達は、長老から経緯を聞かされ、デラデューン達より先にアルフ一行と合流すべく飛び出していく。
一方、アルフレッド一行は、人生相談をしていた宝石商エドマンドと、その彼をこき使っている少女姿のデスフォートと再会する。アリスは手に入れた正体不明の宝石をエドマンドに見せると、2人はそれを見て何かを納得したように話し出す。それを見たアリスが高額を吹っかけるが、デスフォートに「それ自体はたいした価値はない」と一蹴されてしまう。代わりに、と、デスフォートはアルフに依頼を出す。それは、アルフがいれば簡単に終わる仕事だというが……
動き出したふた組のパーティーに、武闘大会で怪しい動きをしていた6人組が再び立ちはだかる。彼らはかつて大冒険大陸を大冒険王国と二分する勢力だったが、呪いにより地下に埋没、忘れ去られた存在となっていた大冒険帝国の戦士だという。そして彼らが崇める神コバルストの復活のため、デラデューンと協力し鳥笛を得ようとしていた。
その大冒険帝国では、地下に埋没した領域で人々は生活を続けていたが、彼らは身体が石化する現象に蝕まれていた。それは、かつて王国との戦争の際、王国側に仕掛けた呪いの呪い返しによるものだといわれており、石化し封じられている帝国の守護神、コバルストの復活を急いでいたのだが……
合流したラルシオン・アルフレッド達に、デスフォートはコバルストンは生き物の生命を活動のエナジーとする邪神だと告げる。その復活を阻止するのがデスフォートたちの目的であり、（理由は、人類がコバルストによって絶滅してしまうと、デスフォートのエナジーである「不幸な心」がなくなってしまうから）そのために、神・邪神を傷つけることのできる“勇者”の力が必要だったのだ。
彼らは大冒険帝国とデラデューンの危険な野望を挫くことができるのか? そして、コバルストの復活を阻止できるのか?

### 骸骨城の花嫁編
ラルシオンが正体不明の青年騎士にさらわれた! その正体はかつてデスフォートとエドマンドが復活させたアンデッドの骸骨騎士候ムクロマンドだという。元々ラルシオンに懸想していたムクロマンドは、ラルシオンを妻とするべく骸骨城に連れ去ったのだった。
ティムとギルはラルシオンを救い出して欲しいと、アルフレッドパーティーの元に行く。クララの暴走に振り回されつつ、骸骨城に辿り着く。だが、ラルシオンはムクロマンドと結婚すると言い出した!
果たして、彼らはラルシオンを連れ帰ることができるのか?

### 「揺れる大地 再び！ もっと！ 激突!! 二大邪神」
『コミックマスター』掲載分最終話となる読み切り短編。新たな身体を得たコバルストは、デスフォートに雪辱戦を挑むストーリー。

### 復活の狼煙! 大冒険大魔王の野望!!編
大冒険王国の王様の一人娘である王女様がさらわれた!誘拐したのは魔族の長・大冒険大魔王だという。王様は懇意にしているアルフレッド達に、その救出を内密に行って欲しいと依頼してきた。「報酬は望みのまま」という王様の言葉に血迷いかけたアリスに引っ張られ出発するアルフ達。だがアルフは、何かを隠している様子の王様に何か引っかかりを覚えた。
その頃、大冒険村ではラルシオン達が久々の平和な休日を満喫していた。だが、怪我をした、荷馬車の一行が大冒険村を訪れ、ラルシオンたちに助けを求めてきた。馬車の積荷は、棺に入れられた少女。彼女は高貴な身分の家の一人娘だが、半年前から突然眠ったまま目覚めることがなくなったという。悪質な呪いの類らしいということで、このような呪いを解くことのできる「北の賢者」のもとへ運ぼうとしていたが、襲撃されて怪我を負ったのだという。そして武闘大会の優勝者であるラルシオンたちを頼って、大冒険村に立ち寄ったとのことだった。気をよくしたラルシオンはその依頼を引き受けてしまう。
ラルシオンたちを待ち受けるものとは？ そして、アルフたちは王女を無事奪還できるのか!?

### 「美人冒険者は見た! 秘境湯けむり殺人事件!! 水面に呪いの血が浮かぶ!!!」
「復活の狼煙! 大冒険大魔王の野望!!編」の後日談的読みきり短編。デスフォートの誘いで、神・邪神のエナジーポイントでもある秘湯を目指す。しかしそこで意外な人物と再会することに。
雑誌未掲載となった「復活の狼煙! 大冒険大魔王の野望!!編」を同人誌として発行した「熱血! 大冒険大陸5.5」（茶々組・刊）にて初出。

## 登場人物
主人公をはじめとして、茶のみ坊主と竜之介の絵柄の違いを利用してキャラの描き分けを行っている。

### ラルシオンパーティー
- 作画は茶のみ坊主。ハッキリ言ってやる気や正義感に対してまったく実力の伴わないパーティーだが、「運」だけはある。

ラルシオン・ナルナ・ラルシオン
エルフの自称魔法戦士。だが、実はまったく魔法が使えず、その事にコンプレックスを抱いている。また、極度の方向音痴であり、エルフであるにもかかわらず森どころか、見通しの良い林のような場所ですら面白い程よく迷う。長剣を持ち歩いているが、剣だけではなく蹴りや体当たりの体技を含めた戦闘スタイルをとる。
実は「エナジー」の流れに干渉する精霊に呼びかけることのできる、精霊戦士ラルシオンの末裔である。しかし精霊戦士としての実力は歴代最弱とも言われてしまっている。額にある「ラルシオンの石」には先代、先々代のラルシオンの意識が宿っており、偶に身体の主導権を奪って表に出てくることがある。ラルシオンとの会話は他者には聞こえないので「気の毒な人」扱いされることもある。
ギルガメッシュ・ミナスタ
戦士風の動く人形（ぬいぐるみ）。その愛らしい容姿と、少年のような口調とは裏腹に、かなり口汚く、過激な物言いをする。彼は僧兵（テンプルナイト）の一家に生まれたのだが、破戒僧兵となってしまった彼の凶暴性を危惧した父親により、呪いによって非力な人形の姿に変えられてしまっている。「緑の髪を持つエルフの処女（おとめ）」がキーワードを唱えることにより、一定時間だけ元の姿に戻ることができる。そのため、その条件に当てはまるラルシオンと常に行動を共にする。人形の姿の時には力がない代わりに破損しても針と糸で繕うことで修復が可能。食事等も不要（味覚などもなく、食っても栄養になる訳ではないらしい）な筈だが、能天気な精神状態と生身の頃の習慣で一番の大食い。
元の姿に戻ると、大柄で隆々とした、青年剣士となる。口調も変化し、彼本来のぶっきらぼうな口利きになる。本来両手剣であろう大剣を片手でも振り回せるほどの腕力を持つ。また僧兵であるため、防御や回復の魔法も若干だが扱える。なおハーフエルフであるクララがキーワードを唱えたときは、顔と人格だけが元に戻った、本人曰く「バランスが悪い」とのことで剣も扱えず、印が結べないため魔法も使えないという状態だが、この姿でアルフに剣の指導をした。
好戦的かつ執拗な性格の持ち主。普段はギルの愛称で呼ばれる。
ティム・ティムリー
天才美少女魔道士。まだ10歳だが、恐ろしいほどの魔力と才能をすでに開花させている。しかし、それを支える体力がまだないため、大技を使いすぎるとすぐにスタミナ切れして倒れてしまう。祖父である長老が、攻撃魔法フェチのため大技しか教えてもらえず、そのためこの点がウィークポイントであった。後に、クララやデスフォートから教えを請い、実用的な技も覚えたため、この問題はある程度解消されている。

### アルフレッドパーティー
- 作画は竜之介。「英雄アルファ・ベックの息子、勇者アルフレッド」を看板に掲げ、自称・「勇者アルフレッドと美しき仲間たち」と名乗る。実力はトップクラスだが性格に問題のあり過ぎるメンバーから世間では「勇者アルフレッドと恐怖の仲間たち」と呼ばれている。

アルフレッド・A・ベック（-・あるふぁ・-）
最強の邪神・ソーディスザンバーと相打ち、行方知れずとなった勇者アルファ・ベックの忘れ形見。しかしその実態は、実力いまいちな優男。「アルファ・ベックの息子、勇者アルフレッド」という看板として、主にアリスに利用される立場であり、彼がするのは他のメンバーが周囲に迷惑をかけたときの尻拭い役だった。アクの強い周囲のメンバーに押されがちだが、決して気が弱いわけではなく、どちらかというと正義感の強い熱血漢である。だが、実力が伴わないため、空回りすることが多かった。
この世界において“勇者”とは、ただの称号ではなく、正邪を問わず神というケタ違いの防御障壁をもつ相手に対しても通る攻撃能力を持つものを指す。アルフレッドは生来その能力を秘めており、本人もその事実を知ってから、対コバルスト戦のために鍛錬を積み、勇者必殺剣を放てるまでに成長した。見た目は「ただの空振り」で音がしないが、コバルストを討ち取り山をも断つ威力。技名は仲間内でも揉めた挙句、大冒険王国の王様が付けた「大冒“剣”スマッシュ」となる。
また、父の形見としてつけていた鎧は、実は装飾用のレプリカであり、重たいだけで実用性はなかった。しかし、これによって華奢な外見に反してかなりの体力がついていた。大冒険帝国でコバルストン製の鎧を手に入れてからは、鍛錬の効果もあって戦闘で遅れを取ることもほとんどなくなった。作中で最も成長したキャラである。
普段はアルフの通称で呼ばれる。
アリス・A・トーマス（-・あん・-）
神に仕える僧侶でありながら、金が世界のすべてだと言い切る強欲シスター。しかしそれ故に金勘定に長け、また意志が強く判断も素早いため、お坊ちゃま感のあるアルフレッドに代わりパーティーの実質的なリーダーとなっている。実家は拳法道場で徒手空拳での格闘技術に長ける。自ら前衛で戦うタイプの僧侶であるが、回復・防御系の魔法にも長けている。行動原理は基本的に金銭であり、時には犯罪まがいのこともしでかす。逆にそれを弱点として相手に良いように動かされてしまうこともある。一方で責任感が強く、悪役に徹しきれない一面もある。
貧乳が悩みで、デスフォートいわく「ティムと大して変わらない」。そのため普段は鎧でカムフラージュ（あげ底）している。
バーバラ・B・ローズ（-・べる・-）
女剣士。好戦的で、血を見ることと相手が痛がることが好きなサディスト。そのためにわざと（一撃で止めがさせない）錆びた剣を使ったりもする。また戦闘になると見境がなくなる「パーティーアタックの女帝」。
だが、不定期刊の4コマ時代に作られたこの設定は、月刊連載が始まると、ストーリーの必然性から生かされなくなり、戦闘時以外は寡黙で少し天然ボケの入った、凄腕の女剣士という立場に収まってしまった。また、強敵が相手のときは、自分の嗜好を抑えて冷静な判断ができるようになる。
ゾンビなどのアンデッドに対しトラウマを抱いており、見ると少女のように泣きじゃくって、戦意喪失してしまう。サディスティックな性格はその裏返しである。
剣の腕自体は確かで、超人的な体力を持つギルとも伯仲する程。ギルには好敵手と見られている。
クララ・C・サドル（-・きゃろる・-）
ハーフエルフの女魔道士。しかし、美女に目がない同性愛者である。攻撃魔道士としての実力は、コントロールに若干難があるとされるものの、ティムと比べると遥かに多岐な術を覚えており、その威力も強力である。しかし、美女（特に憧れの人であるラルシオン）が絡むと冷静な判断ができなくなり、敵味方問わず巻き込んで空間圧殺魔法「スペーススマッシャー」を放つ。
彼女が同性愛に走ったのは幼少期の経験によるもの。彼女はラルシオンと同郷であるが、ハーフエルフであるため周囲から迫害の対象だった。そんな中、自分に優しく接してくれる年上のラルシオンに惹かれたのがきっかけである。

### デスフォート一行
- 作画は竜之介

デスフォート
他人の「不幸な境遇に耐える心」をエナジー（糧）とする神。そのため邪神扱いされているが、過去には神と崇められたこともあるらしい。
封印されていたところをエドマンドによって復活させられるが、エドマンドの誤った知識（額に「邪」の印）により、5歳程度の幼女（ドロシー）の中に逆に閉じ込められてしまった。復活時はその身体を大人の女性にまで成長させて、ラルシオン・アルフらの前に立ち塞がったが、アルフの偶然の一撃でエナジーを奪われると成長状態の維持ができなくなり、退散することとなった。
その後、エドマンドが人生相談と称して不幸な人間を集めることでエナジーを得ているが、絶対量が確保できない上に、コバルスト戦などでたびたび浪費してしまうため、以前のような成長状態の維持はしておらず、12〜13歳程度の姿にとどめている。にもかかわらず、巨乳である。本人曰く「いくらエナジーを集めてもここに集まってしまう、これはこれで困っている｣というのはアリスへの皮肉。
元々はあまり能力のある神（邪神）ではなかったが、人間の身体に入ってから急速に力をつけている。
基本的に人を見下しており、自己中心的で我侭な振る舞いをする。だが、ティムに「いいひと」と言われて、照れて真っ赤になってしまったこともある。
エドマンド
封印されていたデスフォートを復活させた召喚士（サモナー）で元貴族(男爵だったので「バロン」とも呼ばれていた)。普段は宝石商として生計を立てていた。しかし、デスフォートを自分の誤った知識でドロシーの身体に封じ込めてしまってからは、額に「奴」の印を刻まれたデスフォートの丁稚としてコキ使われている。魔道士・召喚士としての実力は高いようだが、攻撃魔法には疎いためか、戦闘には積極的に参加しない。デスフォートの機嫌を損ねては「邪神ビーム」や「邪神ちゃぶ台返し」などでお仕置きされている。
デスフォート親衛隊
エドマンドが召喚する魔界の筋肉軍団。一応魔人だが実力は高くはなく、時間稼ぎに使われることが多い。
ホリー
エドマンドに召喚された「魔界フェアリー」。
デスフォートの命令で大冒険帝国に向かう途中、商人に囚われて売り物になっていたところをクララに買い取られる（ラルシオンに少し似ていた為）。
魔力(エナジー)増幅特性を持っており、魔法を使うキャラの周りで同じポーズを取ったりする。

### 大冒険帝国
- 作画は竜之介

ダイナー
魔道士の青年。帝国の若手の中ではリーダー格の一人。少々ナルシスティックな言動も目立つが、「帝国の民が生き延びる方法」を真剣に考えている。赤毛の女性が好み。
フライ
魔獣使いの女性。ナイスパディで女王様気質の持ち主。頭に「殺人」と付く少々特殊な魔獣（うさぎ、コアラ、ナマケモノ）を使い敵を攻撃する。
グリル
獣人の少女。帝国に迷い込んで保護されていたが、一部改造を受けており、解呪による精神力供給で獣化する能力をもつ。フライを「ママ」と呼ぶほか、種族特性かミディに懐いている。
- 作画は茶のみ坊主

レイア
魔法剣士の女性。腕は立つが、レギュラーメンバーから見ると一段落ちる評価。太い眉毛にコンプレックスがある。両親と共に赤子のうちに石化してしまった双子の姉がいたが、コバルストを撃退したことで石化が解けた。
ミディ
魔法使いという職業が冗談の類にしか聞こえない巨漢。元は格闘家で、右眼が石化してしまったために拳の道を断念していた。コバルストを撃退したことで右眼の石化も解け、格闘家に再転職している。
ウェルダン
暗殺者の青年。高速移動と短剣による斬撃を得意とする。「暗殺者」という職業自体が帝国独自のものだが、表家業として「鍛冶屋」を営んでいる。レイアに好意を抱いているがタイミングが合わず伝わっていない。
ボイルド
帝国の将軍。フライの父親であり、すさまじいまでのスポ根オヤジ。超の付く一流の剣士でアルフと同じ「勇者の力」をもっている。心臓付近が石化しており、その部位に必殺剣を喰らっても耐えられる代わりに長時間の戦闘には耐えられない。コバルストを撃退したことで石化が解け、同様に石化していた妻（赤毛の超美人）も生き返った。
帝皇（ていおう）
帝国の元首。帝国の成人世代の多くと同じく半身が石化しており、動くこともままならない。コバルストを撃退したことで石化が解けてからは自ら復興作業の指揮を執っている。

### その他
キャラ作画混在の為、末尾に《竜》・《茶》と表記。
デラデューン《茶》
魔道精通者（ワイズマン）の老人。「邪神の復活が趣味である」と公言する悪の魔道士だが、実際は復活させた邪神から得られる「知識」が目当てで、イブナートによると普段はちゃんと再封印しているらしい。
勇者の力を除けば数少ないエナジーの流れに干渉する「闇魔法」に長ける。
イブナート《竜》
デラデューンの従者を務める騎士。生真面目で善良な性格の若者。デラデューンに従っている理由は不明だが、彼の行状を弁護していることから相当な恩があると考えられる。
ティルピッツ・ティムリー《茶》
ティムの祖父で大冒険村の長老。かつてはアルファ・ベックとも一緒に冒険した間柄で数少ない「人間の魔道精通者（ワイズマン）の一人」。優秀ではあるが攻撃魔法フェチで基本や通常レベルの魔法は「地味だからいや」という理由で孫のティムにも「（消費の大きい大威力の）攻撃魔法しか教えない」というくそジジイ。武闘大会編では10歳の孫娘にはまだ早いと考えられる露出の激しい装備（本人曰く自作）を着せた。
アルファ・ベック《竜》
アルフレッドの父親にしてかつての勇者。ティムの祖父によると、「イってる」と言われるほど見た目の割りに問題のある人物だった。邪神ソーディス・ザンバーとの戦いで邪神諸共火山に落ちて生死不明となった。
ムクロマンド《アンデッド時・茶》《生身時・竜》
「骸骨王」を名乗るアンデッドで同様にアンデッドの部下を率いた庸兵団を組織している。エドマンドに雇われた初登場でラルシオンに一目惚れし、ギルを宿敵と認めた。後に再登場した際に一時的に生身に戻る技を披露し、この姿の時は正統派の美形剣士。
サリー《茶》
ムクロマンドに仕えるゴーストの少女。幽霊だったためか主に対する忠誠心と恋慕の情が区別できていなかった。
イゴール《茶》
ムクロマンドに仕える執事。アンデッドらしいが見た目はムサい中年。作中で部下の多くが生身に戻る技を披露したが、彼だけは生身に戻っても見た目が変わらなかった。
コバルスト《茶》
石と土を司り、大冒険帝国であがめられた神だが、実際には帝国の人間を文字通り「食い物」にしていた邪神。帝国の人間を喰い尽して復活するが、主人公たちの奮戦で倒される。その後デスフォートの手で弱体化した「核」を森の奥深くに隠されたが、後述の娘・リーナの身体に移って復活。デスフォートへの復讐を企むが、慣れない体に四苦八苦している隙にデスフォートと同じ印で身体に縛られ、覚醒したリーナの意識に封じられる。そのため、以後はリーナが催眠などによるトランス状態にでもならなければ表に出てくることはできなくなった。
リーナ《茶》
エドマンドとも付き合いのある｢石使い｣リアルドの娘。父と森で石の探索中にコバルストと接触、体に乗り移られる。しかし彼女自身は健康体で精神力も強かったため、デスフォートによって意識を呼び起こされて回復する。

## 設定
武技
戦士をはじめとする戦闘系の職業を持つ者は「必殺〇（〇は使用する武器で変わる）」という技を使用できる。強力な魔物と戦う場合、これを使えるのが1人前の証とも言える。
魔法
魔法使い魔法は無属性の基本魔法があり、上級者はそれに火・水・風・土・光・闇といった6属性を加えて強化する。さらに2人以上の術者で複数属性を合わせた「合体魔法」も存在するが、属性同士の相性や術者の力量で成功の可否が発生する。逆にデラデューンやテイルピッツ級のワイズマンならどんなに相性の悪い属性であっても合体させて発動することができる。
僧侶や神官の使う神聖魔法は信仰心が前提だが、ギルやアリスのような人物も使用できる点から基準はユルい。

## コミックス
ホビージャパンよりI - Vまでが刊行されたが現在絶版。後述の新装版刊行時にIV巻のカラーページ原稿が紛失している事実が明らかとなっている。この巻は刊行時の製本ミスで色調が変化しており、作者としてはぜひとも修正したかった模様。
- ノアール出版版（新装版）

現時点で執筆・発表された作品が収録された版。全6巻。
1. 2000年12月 4日発行 ISBN 4-931396-94-1
2. 2001年 1月 8日発行 ISBN 4-931396-99-2
3. 2001年 2月13日発行 ISBN 4-86002-008-1
4. 2001年 5月25日発行 ISBN 4-86002-012-X
5. 2001年 7月27日発行 ISBN 4-86002-015-4
6. 2001年 8月24日発行 ISBN 4-86002-018-9